# Восточно-Африканская подобласть
Восточно-Африканская подобласть — таксономическая единица фаунистического районирования суши ранга подобласти. Является частью Эфиопской области царства Палеогея. Её границы совпадают с ареалом саванн. Для неё характерен горный эндемизм амфибий и насекомых. Наблюдается викаризм между видами гилей и саванн. Фауна генетически лесная, но современные адаптации саванновые. При сезонном дефиците воды животные держатся либо возле водопоев, либо быстроноги. Эндемичны для подобласти павианы, три рода антилоп, львы, пятнистые гиены, кафрский буйвол, африканский страус, голуби, цесарки, африканский слон, жираф, носорог и зебры.